# Le Bain des hommes
Le Bain des hommes (en allemand : Das Männerbad) est une gravure sur bois en relief d'Albrecht Dürer datée vers 1496-1497.
Elle figure au catalogue de Joseph Meder sous le n°53.

## Histoire
Le Bain des hommes est l'une des premières gravures de Dürer en pleine page et l'une des premières munies de son monogramme. Elle est exécutée après son retour d'un voyage dans le Tyrol italianophone.
L'exemplaire conservé au département des estampes et de la photographie de la Bibliothèque nationale de France provient de la collection Michel de Marolles (1600-1681) et a été acquis en 1667.

## Description
Scène de genre, elle présente une scène de bains publics allemands. Ces établissements sont alors très populaires dans le Saint-Empire romain germanique où ils permettent de se laver, mais surtout de boire, de manger et de socialiser.
Cette gravure constitue une véritable métaphore visuelle des mutations économiques, sociales et culturelles qui animent Nuremberg à la veille des années 1500. Par son sujet, elle invite le spectateur à s'immiscer dans le quotidien de jeunes Nurembergeois aux bains situés aux abords des remparts de la ville. Elle met d'abord en scène les aspirations du jeune artiste germanique, résolument attiré par une esthétique antiquisante des corps caractérisée par la théorie des humeurs et des tempéraments, qu'il transpose dans un milieu urbain franconien typique de la fin du XVe siècle.
Le spectateur endosse l'habit du voyeur placé derrière la palissade.

## Analyse
La variété des poses et des âges offre à Dürer un prétexte pour s'intéresser à l'anatomie du corps masculin, qu'il a pu appréhender lors de son premier voyage à Venise, mais surtout par l'intermédiaire des gravures italiennes dont il a pris tôt connaissance, comme la Bacchanale au Silène d'Andrea Mantegna à laquelle renvoie le personnage ventripotent à droite, et dont cette estampe pourrait constituer la réponse profane.
L'illusionnisme annonce la série de L'Apocalypse et sa charge est parfois interprétée comme homoérotique.
Les personnages pourraient symboliser les allégories des quatre humeurs ou renvoyer de manière ironique au cénacle humaniste de Nuremberg auquel appartenait Dürer et on rencontrait, selon l'historien de l'art allemand Thomas Schauerte, Willibald Pirckheimer, qui pourrait être l'homme qui boit, Lucas et Stephan Paumgärtner et Michael Wolgemut. Cette gravure s'inscrit en effet dans le contexte de la création en 1496, par Hans Johann Pickheimer, le père de l'helléniste et ami de Dürer Willibad Pickheimer, de la Poetenschule, un cercle humaniste plutôt qu'une école à proprement parler, largement inspirée de l'Académie platonicienne de Florence dont les membres se réunissaient autour de Marsile Ficin et de Cristoforo Landino dans les environs de Florence, à la villa Careggi.
Thomas Schauerte reconnait à droite, dans l'homme accoudé tenant une fleur et vu de dos, la figure de Platon représentée sous les traits du poète Conrad Celtes, le premier humaniste germanique à avoir eu l'honneur de recevoir la couronne triomphale du poète lauréat des mains de Frédéric III (empereur du Saint-Empire) lors d'une cérémonie organisée à Nuremberg le 18 avril 1487. En face, l'homme qui tient un rasoir serait Socrate dont le visage emprunte les traits de Sixtus Tucher, professeur de droit à l'université d'Ingolstadt, récemment nommé prévôt de l'église Saint-Laurent de Nuremberg.
L'humour de la Renaissance allemande et la camaraderie parfois triviale sont présents avec le rêveur mélancolique, qui peut être comparé à l'autoportrait nu du maître (Weimar, Schlossmuseum, KK106), affublé d'un robinet d'eau au niveau de l'entrejambe. Cette note grivoise n'est pas contradictoire au fait qu'en gravant sur bois cette scène d'occupation humaniste, une technique habituellement réservée aux images de dévotion, Dürer souhaite probablement lui conférer certaines lettres de noblesse.